# Max von Mauch
Max von Mauch (* 6. Februar 1864 in Wien; † 15. Februar 1905 in Chicago, Vereinigte Staaten) war ein österreichischer Bildhauer, Landschafts- und Porträtmaler.

## Leben
In den Jahren von 1880 bis 1890 studierte Mauch an der Wiener Akademie der bildenden Künste und war dort Schüler von Carl Kundmann. In diesen Jahren entstand z. B. eine Büste des Feldmarschalls Maximilian von Baumgarten, welche heute im Wiener Heeresgeschichtlichen Museum aufbewahrt wird. 1891 wanderte Mauch in die USA aus, wo er sich vorerst in New York City niederließ, ehe er zwei Jahre später nach Chicago übersiedelte. Im gleichen Jahr arbeitete er unter dem ebenfalls aus Österreich stammenden Bildhauer Karl Bitter. Mit ihm gestaltete Mauch die Statuen für das Administrationsgebäude der Weltausstellung in Chicago.
Werke (Auszug)
- Bildnisbüste Feldmarschallleutnant Maximilian von Baumgarten, 1889, Gips / Holz, 60 × 36 × 82,5 cm, Heeresgeschichtliches Museum, Wien[2]